# Ohakvere
Ohakvere est un village de 32 habitants de la Commune de Illuka du Comté de Viru-Est en Estonie. 
Avant la réforme administrative (en) de 2017 en Estonie, le village de Ohakvere faisait partie de la commune d'Illuka. Selon le recensement de 2011 (en), le village comptait comptait 19 habitants, dont 12 (63,2%) Estoniens. 